# Jack Lawrence (bassiste)
Pour les articles homonymes, voir Jack Lawrence.
Jack Lawrence (18 décembre 1976) est un musicien américain originaire du Kentucky. Il joue principalement de la basse, mais également du banjo, de la clarinette, du piano, de la mandoline ou encore de l'autoharpe.
Il officie actuellement dans quatre groupes :
- The Greenhornes — Un groupe de garage rock originaire de Cincinnati où il joue de la basse et participe aux chœurs.
- Blanche — originaire de Détroit (banjo, autoharpe, mandolin, basse, chœurs), depuis l'été 2004.
- The Raconteurs — (basse, chœurs), groupe basé à Nashville et composé de Brendan Benson, Jack White, et Patrick Keeler (membre également des The Greenhornes). Les Raconteurs formés lors de l'été 2004 ont commencé réellement leur collaboration fin 2005. Le groupe a sillonné l'Amérique du Nord et l'Europe à partir de mars 2006 et s'est fait connaître grâce au titre Steady As She Goes.
- The Dead Weather - Un groupe comprenant Jack White (White Stripes) à la batterie, Alison Mosshart (The Kills) au chant et à la guitare, et Dean Fertita (Queens of the Stone Age) à la guitare et aux claviers. Jack Lawrence y joue de la basse.

## Discographie

### Avec The Greenhornes
- Gun For You, (1999)
- The Greenhornes, (2001)
- Dual Mono, (2002)
- Sewed Soles, (2005)
- Four Stars, (2010)

### Avec Blanche
- America's Newest Hitmakers, (2004)
- What This Town Needs (2006)

### Avec The Raconteurs
- Broken Boy Soldiers, (2006)
- Consolers of the Lonely, (2008)
- Help Us Stranger, (2019)

### Avec The Dead Weather
- Horehound, (2009)
- Sea of Cowards, (2010)
- Dodge and Burn (2015)